# Green Mountains Boys

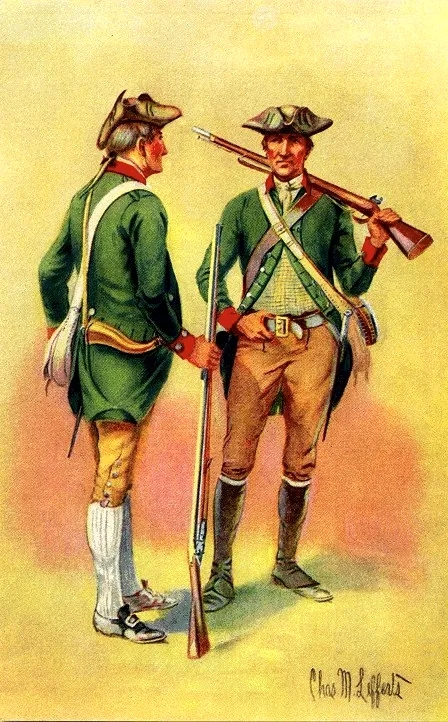
Green Mountain Rangers (1776)

Los Green Mountain Boys eran una organización militar formada al final de la década de 1760 en el territorio entre las provincias de Nueva York y Nuevo Hampshire, que más tarde se convirtió en el estado de Vermont. Estaba liderada por Ethan Allen. 
Algunas compañías de esta milicia sirvieron en la Guerra de Independencia de los Estados Unidos, por ejemplo, tuvieron un papel notable en la captura del Fuerte Ticonderoga, en el estado de Nueva York, a orillas del lago Champlain el 10 de mayo de 1775, y en la Invasión de Canadá ese mismo año. Los gastos de esta organización eran asumidos por el Congreso Revolucionario de Nueva York. 
Posteriormente, los Green Mountain Boys, han participado en la Guerra de 1812, la Guerra de Secesión y la Guerra hispano-estadounidense. Hoy en día, es el nombre informal de la Guardia Nacional de Vermont.
- Datos: Q1128523
- Multimedia: Green Mountain Boys (militia) / Q1128523